# Eriosema prorepens
Eriosema prorepens är en ärtväxtart som beskrevs av George Bentham. Eriosema prorepens ingår i släktet Eriosema och familjen ärtväxter. Inga underarter finns listade i Catalogue of Life.